# ATP Finals 2023 – mužská čtyřhra
Mužská čtyřhra ATP Finals 2023 probíhala okolo poloviny listopadu 2023. Do deblové soutěže turínského Turnaje mistrů nastoupilo osm nejvýše postavených párů v klasifikaci žebříčku ATP Race to Turin, pokud se dvojice nekvalifikovaly jinak.
Austin Krajicek, Wesley Koolhof a Rohan Bopanna vstoupili do turnaje jako soupeři o post konečné světové jedničky ve čtyřhře. Krajicek setrval na čele žebříčku ATP i po skončení, když Koolhof i Bopanna museli k posunu na vrchol získat titul.
Čtyři týmy na závěrečné události sezóny debutovaly, Bopanna s Ebdenem, Santiago González s Rogerem-Vasselinem, Máximo González s Moltenim a Hijikata s Kublerem, kteří se kvalifikovali až jako 17. pár deblového žebříčku díky titulu na Australian Open. Všichni členové těchto dvojic, vyjma bývalých finalistů Bopanny (2012, 2015) a Rogera-Vasselina (2020), zasáhli do Turnaje mistrů poprvé.
Vítězem se stal šestý nasazený, americko-britský pár Rajeev Ram a Joe Salisbury, který ve finále zdolal španělsko-argentinské turnajové pětky Marcela Granollerse s Horaciem Zeballosem za 69 minut poměrem 6–3 a 6–4. Aktivní vzájemnou bilanci zápasů šampioni navýšili na 6–3. Finále si zahráli potřetí za sebou a stejně jako v roce 2022 soutěž ovládli bez prohry, čímž neporazitelnost na Turnaji mistrů prodloužili na 10 utkání. Naposledy předtím se třikrát v řadě do finále probojovali Woodbridge s Woodfordem v letech 1992–1994 a trofej obhájili Kontinen s Peersem v roce 2017.
Ram se Salisburym získali třináctý společný titul a po triumfech na Lyon Open, US Open a Vienna Open čtvrtý v probíhající sezóně. 39letý Ram vybojoval na okruhu ATP Tour jubilejní třicátý deblový titul. Pro 31letého Salisburyho to bylo šestnácté takové turnajové vítězství.
Finálová porážka připravila Granollerse se Zeballosem o zakončení sezóny na čele deblového žebříčku páru. Nejlepší dvojicí roku se tak stali  Ivan Dodig s Austinem Krajickem. Zeballos si jako první Argentinec zahrál deblové finále Turnaje mistrů.

## Nasazení párů
1. Ivan Dodig /  Austin Krajicek (základní skupina, 200 bodů, 227 000 USD/pár)
2. Wesley Koolhof /  Neal Skupski (základní skupina, 200 bodů, 227 000 USD/pár)
3. Rohan Bopanna /  Matthew Ebden (semifinále, 400 bodů, 322 000 USD/pár)
4. Santiago González /  Édouard Roger-Vasselin (semifinále, 400 bodů, 322 000 USD/pár)
5. Marcel Granollers /  Horacio Zeballos (finále, 1 000 bodů, 592 650 USD/pár)
6. Rajeev Ram /  Joe Salisbury (vítězové, 1 500 bodů, 943 650 USD/pár)
7. Máximo González /  Andrés Molteni (základní skupina, 0 bodů, 132 000 USD/pár)
8. Rinky Hijikata /  Jason Kubler (základní skupina, 0 bodů, 132 000 USD/pár)

## Náhradníci
1. Nathaniel Lammons /  Jackson Withrow (nenastoupili, 0 bodů, 50 850 USD/pár)
2. Hugo Nys /  Jan Zieliński (nenastoupili, 0 bodů, 50 850 USD/pár)

## Soutěž
| Legenda                                                       |                                                                        |                                                   |
| - Q – kvalifikant - WC – divoká karta - LL – šťastný poražený | - Alt – náhradník - SE – zvláštní výjimka - PR/SR – žebříčková ochrana | - w/o – bez boje - r – skreč - d – diskvalifikace |

### Finálová fáze
|  | Semifinále | Semifinále                               | Semifinále               | Semifinále | Semifinále |                          |                                    | Finále | Finále | Finále | Finále | Finále |
|  |            |                                          |                          |            |            |                          |                                    |        |        |        |        |        |
|  | 5          | Marcel Granollers Horacio Zeballos       | 7                        | 6          |            |                          |                                    |        |        |        |        |        |
|  | 3          | Rohan Bopanna Matthew Ebden              | 5                        | 4          |            |                          |                                    |        |        |        |        |        |
|  | 3          | Rohan Bopanna Matthew Ebden              | 5                        | 4          |            | 5                        | Marcel Granollers Horacio Zeballos | 3      | 4      |        |        |        |
|  |            |                                          |                          |            |            | 5                        | Marcel Granollers Horacio Zeballos | 3      | 4      |        |        |        |
|  |            | 6                                        | Rajeev Ram Joe Salisbury | 6          | 6          |                          |                                    |        |        |        |        |        |
|  | 6          | 6                                        | Rajeev Ram Joe Salisbury | 6          | 6          | Rajeev Ram Joe Salisbury | 7                                  | 3      | [10]   |        |        |        |
|  | 6          |                                          |                          |            |            | Rajeev Ram Joe Salisbury | 7                                  | 3      | [10]   |        |        |        |
|  | 4          | Santiago González Édouard Roger-Vasselin | 65                       | 6          | [7]        |                          |                                    |        |        |        |        |        |

### Zelená skupina
|   |                                          | Dodig Krajicek    | S González Roger-Vasselin | Granollers Zeballos | M González Molteni | Zápasy | Sety       | Hry          | Pořadí |
| 1 | Ivan Dodig Austin Krajicek               |                   | 4–6, 6–3, [13–15]         | 4–6, 4–6            | 6–4, 6–2           | 1–2    | 3–4 (43 %) | 30–28 (52 %) | 3.     |
| 4 | Santiago González Édouard Roger-Vasselin | 6–4, 3–6, [15–13] |                           | 6–2, 3–6, [7–10]    | 6–4, 6–4           | 2–1    | 5–3 (63 %) | 31–27 (53 %) | 2.     |
| 5 | Marcel Granollers Horacio Zeballos       | 6–4, 6–4          | 2–6, 6–3, [10–7]          |                     | 6–3, 6–4           | 2–0    | 6–1 (86 %) | 33–24 (58 %) | 1.     |
| 7 | Máximo González Andrés Molteni           | 4–6, 2–6          | 4–6, 4–6                  | 3–6, 4–6            |                    | 0–3    | 0–6 (0 %)  | 21–36 (37 %) | 4.     |

### Červená skupina
|   |                             | Koolhof Skupski  | Bopanna Ebden | Ram Salisbury    | Hijikata Kubler  | Zápasy | Sety       | Hry          | Pořadí |
| 2 | Wesley Koolhof Neal Skupski |                  | 4–6, 6–7(5–7) | 3–6, 6–3, [7–10] | 6–3, 6–4         | 1–2    | 3–4 (43 %) | 31–30 (51 %) | 3.     |
| 3 | Rohan Bopanna Matthew Ebden | 6–4, 7–6(7–5)    |               | 3–6, 4–6         | 6–4, 6–4         | 2–1    | 4–2 (67 %) | 32–30 (52 %) | 2.     |
| 6 | Rajeev Ram Joe Salisbury    | 6–3, 3–6, [10–7] | 6–3, 6–4      |                  | 5–7, 6–1, [10–2] | 3–0    | 6–2 (75 %) | 34–24 (59 %) | 1.     |
| 8 | Rinky Hijikata Jason Kubler | 3–6, 4–6         | 4–6, 4–6      | 7–5, 1–6, [2–10] |                  | 0–3    | 1–6 (14 %) | 23–36 (39 %) | 4.     |